# 曼努埃尔·德·奥利维拉·戈麦斯·达科斯塔
曼努埃尔·德·奥利维拉·戈麦斯·达科斯塔（葡萄牙語：Manuel de Oliveira Gomes da Costa），通常被称为曼努埃尔·戈麦斯·达科斯塔或仅仅被称为戈麦斯·达科斯塔（1863年1月14日- 1929年12月17日），葡萄牙军官和政治家，葡萄牙共和国第十任总统和第二个全国独裁时期的总统。
戈麦斯·达科斯塔在1893年至1915年期间在印度、莫桑比克、安哥拉和圣多美的殖民地有杰出的军事生涯，他曾在阿尔伯克基·穆齐尼奥的指挥下服役。第一次世界大战后，他在葡萄牙远征军第1师的指挥中变得更加突出，他开始积极参与政治，坚决反对占统治地位的民主党。
1926年，他参与了军事和政治运动，导致1926年5月28日政变，开创了一个新的保守的独裁政权。军事政变后，戈梅斯·达·科斯塔罢免了温和派若泽·门德斯·卡贝萨达斯，直到他自己被另一场政变推翻，由奥斯卡·卡尔莫纳取而代之。

## 早年生活
戈麦斯·达科斯塔的父母是卡洛斯·迪亚斯·达科斯塔和玛德莱娜·德·奥利维拉。他和两个弟弟一起长大，他们分别是卢克雷齐亚和阿玛利亚。十岁时进入了军校，开始了其军事生涯。

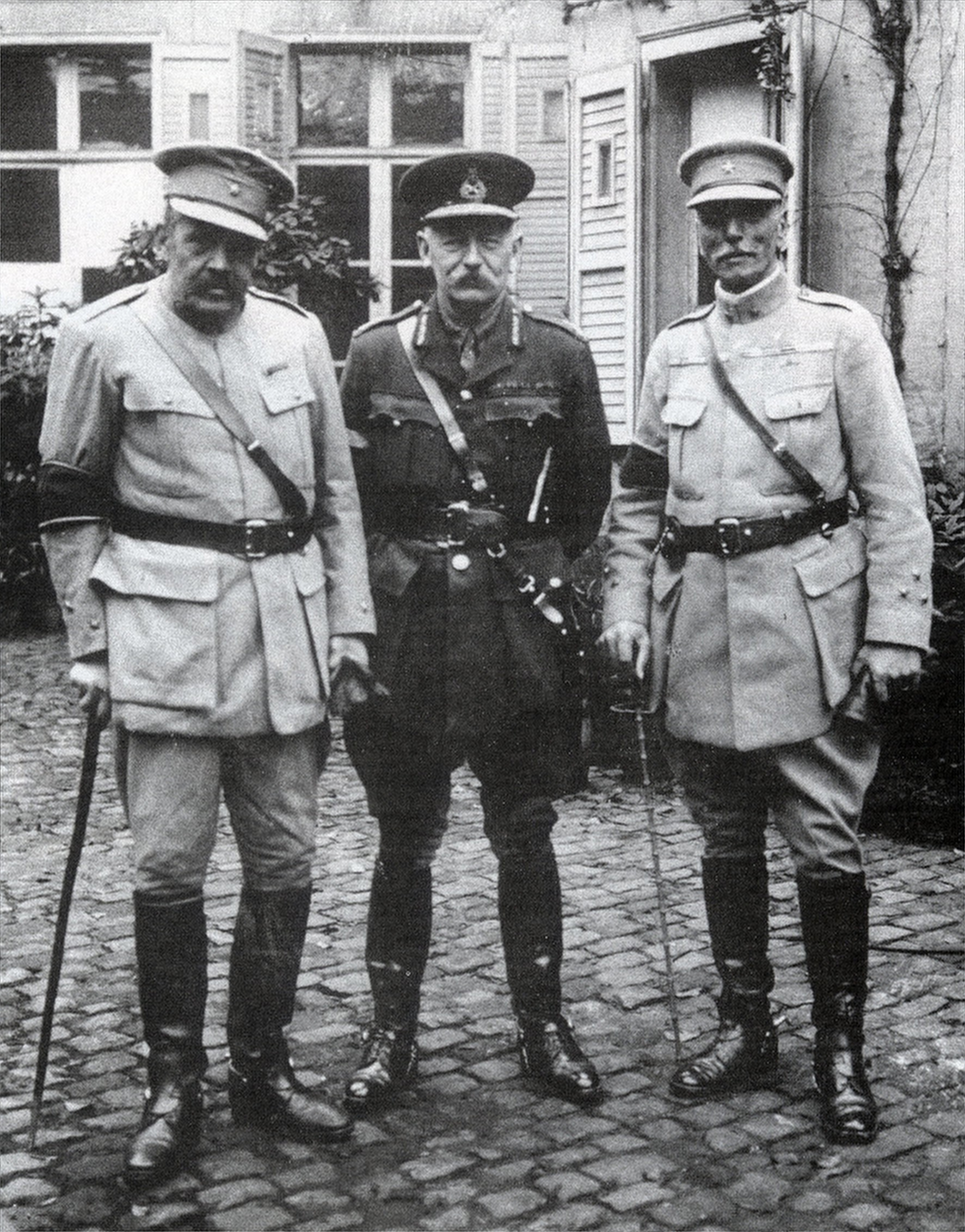
塔马尼尼将军和戈麦斯·达科斯塔将军以及哈金将军

## 军事生涯
作为一名士兵，他在非洲和印度殖民地的殖民运动中表现突出。1917年初，葡萄牙加入了第一次世界大战，他指挥了葡萄牙远征军第二师。在1918年4月9日的里斯战役中，远征军约400人死亡，6500人被俘虏，占其前线部队的三分之一。戈梅斯·达科斯塔的军队受到的打击尤其严重，几乎全军覆没。
由于他在战争中的指挥能力，他被任命为将军并被授予阿维斯军事勋章的大军官勋位。两年后，即1921年10月5日，他获得阿维斯军事勋章大十字星位。

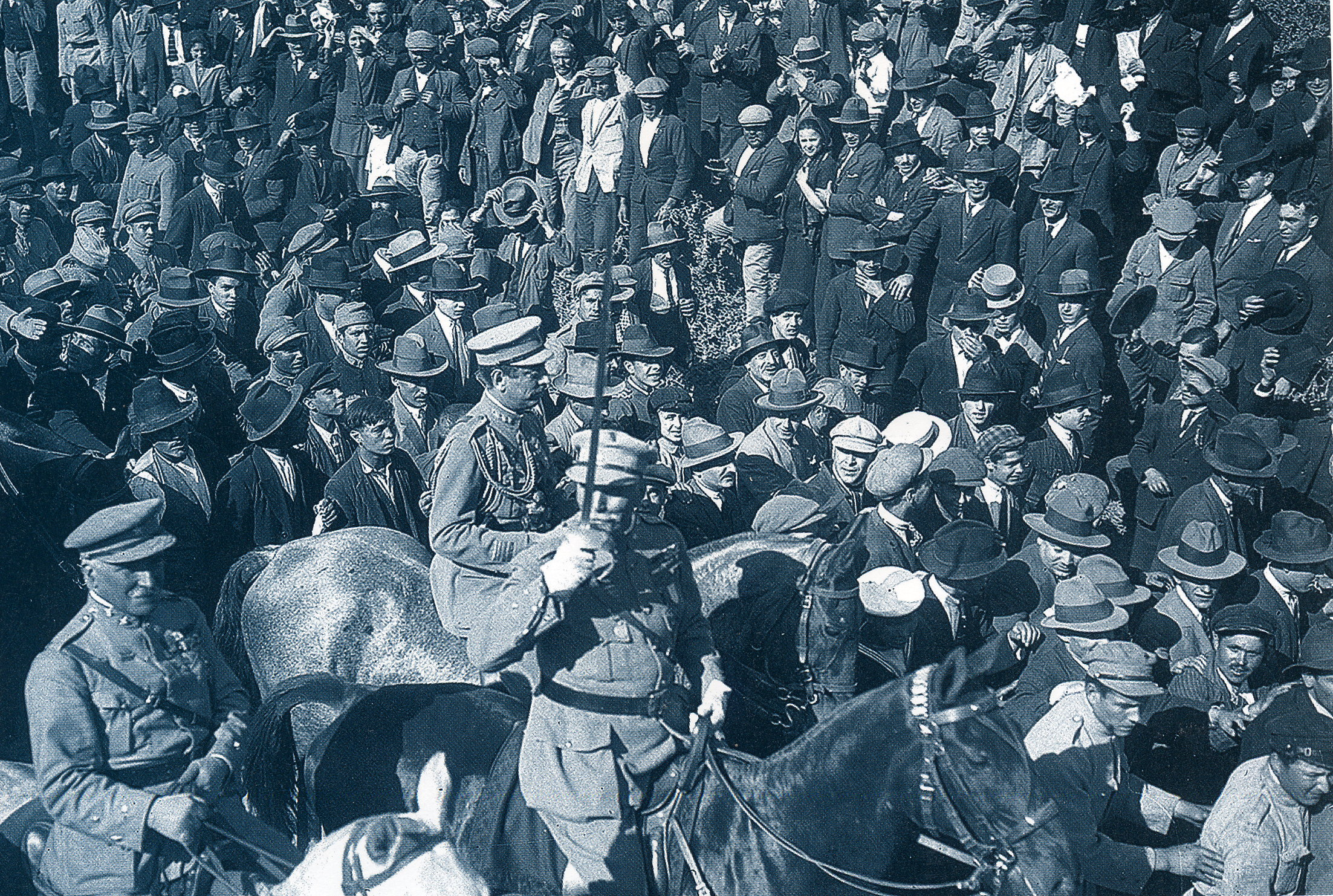
1926年6月6日，戈麦斯·达科斯塔和他的军队胜利进军里斯本

## 革命
戈麦斯·达科斯塔是一位坚定的君主主义者，不过他曾与各种政治信仰的人交往。这一点，再加上他军队中的声誉，导致右翼革命者选择他领导1926年5月28日在布拉加发动政变，推翻了葡萄牙第一共和国，当时他们最初的选择是罗沙达将军，只不过得了重病。
革命成功后，他起初没有掌权，将共和国总统和部长会议主席（首相）的职位委托给里斯本革命的领袖若泽·门德斯·卡贝萨达斯。不久，政变领导人就不喜欢卡贝萨达斯的态度，因为卡贝萨达斯是前总统贝尔纳迪诺·马沙多的选择，他们仍然同情旧共和国。1926年6月17日在萨卡文举行的一次会议上，麦斯·达科斯塔取代了他担任这两个职位。新政府是第一个将葡萄牙后来的总理和独裁者安东尼奥·德奥利韦拉·萨拉查任命为财政部长的政府。

## 推翻和流放
戈麦斯·达科斯塔的政府持续的时间大约和尤尼奥尔的政府一样长，因为它在同年7月9日被一场新的政变推翻。戈麦斯·达科斯塔试图解除卡莫纳的外交部长职务后，若昂·何塞·西内尔·德·科尔德斯和奥斯卡·卡尔莫纳发起了这一政变。戈麦斯·达科斯塔无意建立一个长期的军事政权，这使他与卡莫纳和其他军事领导层中最保守和独裁的派系发生了冲突。
共和国新总统和部长会议主席卡尔莫纳以戈麦斯·达科斯塔“不适合担任公职”为借口，把他流放到亚述尔群岛。然而，卡尔莫纳也任命戈麦斯·达科斯塔为葡萄牙军队的元帅。1927年9月，他回到葡萄牙大陆，已经病重，几个月后，他去世了。

## 个人生活
1885年5月15日，戈麦斯·达科斯塔在佩纳马科尔娶了亨利克塔·朱莉娅·德·米拉·戈迪尼奥，并生了三个孩子。戈麦斯·达科斯塔是加沙、安哥拉、莫桑比克和印度总督佩德罗·弗朗西斯科·马萨诺·德·阿莫里姆的岳父。